# Matt Hooper
Matthew "Matt" Hooper è un personaggio immaginario del romanzo Lo squalo di Peter Benchley. Nel film è stato interpretato da Richard Dreyfuss. È uno dei personaggi principali e un giovane oceanografo affascinato dagli squali che è stato assunto come consulente da Martin Brody, lo sceriffo dell'Isola di Amity, durante la tragedia di Amity.

## Biografia del personaggio
Hooper viene menzionato per la prima volta durante una riunione cittadina su come affrontare lo squalo che ha ucciso il ragazzino Alex Kintner. Si imbatte in Martin Brody cercando di convincere la gente del posto a non andare a caccia dello squalo in maniera precipitosa. Si presentano formalmente l'un l'altro subito dopo, con Brody entusiasta di essersi presentato, e Hooper chiede di vedere i resti di Christine "Chrissie" Watkins, vittima di un probabile incidente con un'elica. Dopo aver esaminato ciò che restava della ragazza, con suo grande orrore, disgusto e ira nei confronti del medico legale per aver affermato falsamente la causa della morte, Hooper deduce che lo squalo che ha ucciso Alexander è lo stesso che ha ucciso anche Chrissie.
Quando i pescatori locali catturano uno squalo tigre, il sindaco Larry Vaughn dichiara le spiagge sicure. Tuttavia, uno scettico Hooper seziona lo squalo tigre e, non trovando resti umani nella sua pancia, determina che è stato uno squalo più grande ad uccidere. Esplorando le acque intorno all'isola di Amity per un sopralluogo, Hooper e Brody trovano la barca distrutta di Ben Gardner, un pescatore locale. Sott'acqua, Hooper rimuove un dente di squalo dallo scafo della barca, ma lo lascia cadere accidentalmente dopo aver scoperto la testa morta di Gardner. Il giorno dopo, insieme a Brody, tenta invano di avvertire il sindaco che un grande squalo bianco ha scelto come suo territorio le acque di Amity, minacciando di uccidere ancora finché le spiagge restano aperte ai turisti.
Più avanti Hooper entra a far parte dell'equipaggio dell'Orca sotto il suo comandante, Quint, come parte di un piano per trovare e uccidere lo squalo. Nel climax del film, Hooper si immerge in una gabbia anti-squalo per avvelenare l'animale con una lancia ipodermica riempita di nitrato di stricnina. Tuttavia, lo squalo gli fa perdere la lancia e lo aggredisce, spingendo Hooper a scappare e nascondersi sul fondo del mare. Durante la caccia allo squalo, Hooper non va molto d'accordo con Quint, sebbene il giovane mostra di apprezzarlo, soprattutto dopo aver sentito la sua storia dell'Indianapolis, ed essergli molto leale, eseguendo sempre i suoi ordini. Si dimostra rattristato per la morte del comandante, dandogli un attimo di silenzioso rispetto insieme a Brody dopo l'uccisione dello squalo.

## Caratterizzazione
È noto per essere nato in una famiglia ricca, avendo comprato molte attrezzature, e appassionato di squali dall'età di 12 anni, dopo essere scampato da un attacco di squalo che prese a morsi la sua prima barchetta.
Il rapporto tra Brody e Hooper nel film è di rispetto e amicizia, con Brody che mostra persino ammirazione per Hooper. Tuttavia, nel romanzo il rapporto tra i due è molto diverso: Hooper si mostra in alcune occasioni arrogante e antipatico nei confronti di Brody, oltreché un residente di ritorno all'Isola di Amity che conosceva la moglie di Martin, Ellen Brody, da quando era ragazzino (Ellen era la fidanzata del fratello di Matt, David) e prova una certa attrazione per lei, al punto che entrambi hanno una relazione clandestina, che crea una tensione ancora maggiore tra Hooper e Brody. Nel film è ritratto come educato, intelligente, diretto, coraggioso e con un cattivo senso dell'umorismo. Durante la gara di cicatrici con Quint, afferma di essere stato sposato con Mary Ellen Moffit.
Nel romanzo, Hooper viene ucciso dallo squalo quando si trova nella gabbia anti-squalo. Nel film sopravvive, riuscendo a fuggire dallo squalo nascondendosi fra le rocce del fondale marino, per poi riemergere e tornare a casa insieme a Brody, vittorioso per aver eliminato lo squalo assassino.

## Concezione e sviluppo
Per il ruolo di Hooper nel film, il regista Steven Spielberg aveva considerato Jon Voight. L'amico di Spielberg, George Lucas, suggerì Richard Dreyfuss, che aveva diretto in American Graffiti. L'attore inizialmente era scettico, ma ha cambiato decisione dopo aver assistito a una proiezione pre-rilascio di Soldi ad ogni costo, che aveva appena completato. Deluso dalla sua interpretazione e temendo che nessuno volesse assumerlo una volta che il film fosse stato rilasciato, chiamò immediatamente Spielberg e accettò il ruolo in Lo squalo. Poiché il film immaginato dal regista era così dissimile dal romanzo di Benchley, Spielberg ha chiesto a Dreyfuss di non leggerlo. Come risultato del casting, Hooper è stato riscritto per adattarsi meglio all'attore, oltre che per essere più rappresentativo di Spielberg, che arrivò a vedere Dreyfuss come il suo "alter ego".
Per il ruolo, Dreyfuss ebbe una candidatura al Premio BAFTA come miglior attore protagonista nel 1976.